# Аббон (епископ Суассона)
Аббон (фр. Abbon; умер 21 июня 937) — епископ Суассона (909—937), канцлер Западно-Франкского королевства (922—932).

## Биография
Основными нарративными источниками о Аббоне являются труды историка Флодоарда «История Реймсской церкви» и «Анналы».
О происхождении и ранних годах жизни Аббона в исторических источниках не сообщается. Первое свидетельство о нём датировано 909 годом, когда он был избран новым главой Суассонской епархии, став преемником умершего епископа Родойна. Уже 26 июня того же года Аббон принял участие в церковном соборе в Тросли, на котором обсуждались вопросы укрепления церковной дисциплины.
В июле 914 году Аббон участвовал в церемонии похорон епископа Герана Осерского. Тело этого прелата, родившегося и скончавшегося в Суассоне, было погребено в кафедральном соборе города, рядом с могилой епископа Родойна. В 918 и 920 годах Аббон получил дары от правителя Западно-Франкского государства Карла III Простоватого: в первый раз вместе с графами Робертом Парижским и Гербертом II де Вермандуа для аббатства Сен-Жермен-де-Пре, во второй раз уже единолично — для монастыря в Сен-Мор-де-Фоссе.
В первой половине 920-х годов Аббон неоднократно участвовал в церковных соборах духовенства Западно-Франкского государства: в двух синодах в Суассоне (920 и 921 годы), а также в собраниях в Тросли (921 год) и в Реймсе (923 год). На последнем из них, на котором председательствовал архиепископ Реймса Сеульф, было принято постановление о том, что те, кто участвовал в Суассонском сражении, привёдшем к гибели короля Роберта, должны были искупить свою вину цареубийства тройным постом.
Ещё в 922 году, после восшествия на престол Западно-Франкского государства Роберта I, Аббон получил от нового монарха должность канцлера, став преемником архиепископа Трира Руотгера. Эту должность епископ Суассона сохранил и при следующем правителе, короле Рауле I, о чём свидетельствуют дошедшие до нашего времени королевские хартии. Одновременно Аббон занимал и должность главы придворной капеллы.
13 июля 923 года в аббатстве Святого Медарда в Суассоне состоялась коронация нового монарха. В этой церемонии, возглавлявшейся архиепископом Санса Готье I, участвовал и Аббон.
В свите короля Рауля Аббон дважды участвовал в военных действиях против норманнов: в 924 году в походе в Бургундию против Рагинольда, и в 925 году в походе против скандинавов, разорявших селения вблизи Мелёна. В этих войнах франкам удалось одержать над норманнами победы на поле боя. В обоих случаях скандинавы были вынуждены прекратить грабежи и искать мира с королём Раулем.
В «Истории Реймсской церкви» Флодоард сообщает о том, что в 925 году Аббон вместе с несколькими другими прелатами-суффраганами Реймсской архиепархии (включая епископа Бово II Шалонского) принял участие в созванном по инициативе Герберта II де Вермандуа соборе. На этом собрании пятилетний графский сын Гуго был избран архиепископом Реймса. Кандидатуру нового главы Реймсской архиепархии одобрил и король Рауль I. Однако, так как Гуго был ещё несовершеннолетним и не мог в полной мере исполнять свои пастырские обязанности, граф Герберт II поручил Аббону добиться от папы Иоанна X согласия на подобное нарушение церковных канонов. Находясь в Рим, епископ Суассона не только получил папское согласие на возведение ребёнка в сан архиепископа, но и убедил Иоанна X назначения себя коадъютором Реймсской архиепархии до наступления совершеннолетия Гуго.
Однако уже в 928 году Аббон утратил власть над Реймсской архиепархией, так как её новым коадъютором по воле графа Герберта II был назначен архиепископ Экс-ан-Прованса Одальрик, бежавший во Франкию из-за нападений на свою архиепархию арабов из Фраксинета. В 932 году епископ Суассона лишился и должности королевского канцлера, которая перешла к епископу Труа Ансегизу.
В последние годы жизни активность Аббона значительно снизилась. Известно только о его участии в Суассонском соборе 935 года, на котором были осуждены покушения светских лиц на прерогативы Ланской епархии.
Аббон скончался в среду, 21 июня 937 года, оставив о себе память как о «подручном» Герберта II де Вермандуа и человеке, более заботившемся об угождении власть имущим, чем о исполнении своих пастырских обязанностей. Преемником Аббона в Суассонской епархии был избран Ги I Анжуйский, сын графа Фулька I Рыжего.